# Ma sœur, mon amour (film, 1966)
Pour les articles homonymes, voir Ma sœur, mon amour.
Pour plus de détails, voir Fiche technique et Distribution.
Ma sœur, mon amour (Syskonbädd 1782) est un film suédois réalisé par Vilgot Sjöman, sorti en 1966, avec Bibi Andersson dans le rôle principal, pour lequel elle a été nommée au British Academy Film Award de la meilleure actrice. 

## Synopsis
En 1782, un homme rentre en Suède après cinq années à l'étranger, et apprend que sa sœur doit épouser un baron. Il en est profondément jaloux.

## Fiche technique
- Titre : Ma sœur, mon amour
- Titre original : Syskonbädd 1782
- Réalisation : Vilgot Sjöman
- Scénario : Vilgot Sjöman
- Image : Lasse Björne
- Musique : Ulf Björlin
- Durée : 96 minutes
- Genre : Drame et historique
- Type : Noir et blanc ; interdit aux moins de 16 ans
- Dates de sortie : 
  - Suède : 28 février 1966
  - Allemagne : 12 août 1966
  - Danemark : 24 octobre 1966
  - Finlande : 30 décembre 1966
  - États-Unis : 19 février 1967

## Distribution
- Bibi Andersson : Charlotte
- Per Oscarsson : Jacob
- Jarl Kulle : Carl Ulrik Alsmeden
- Tina Hedström : Ebba Livin
- Gunnar Björnstrand : Count Schwartz

## Analyse
Avec ce troisième long métrage, le réalisateur Vilgot Sjöman obtient une reconnaissance internationale grâce aux qualités esthétiques, mais aussi à la présence de la star Bibi Andersson. L'influence de Bergman se fait sentir, mais Sjöman s'en libère rapidement et parvient à imposer son style. Ce film  sur le thème de l'inceste a été présenté dans plusieurs festivals hors de Suède.